# Verzorgingsplaats Vosbergen
Verzorgingsplaats Vosbergen is een Nederlandse verzorgingsplaats gelegen aan de A28 Groningen - Utrecht tussen afritten 17 en 16 nabij Wezep in de gemeente Oldebroek.
Richting Groningen: Vanenburg · Dasselaar · Leuvenhorst · Willemsbos · De Kraaienberg · Bornheim · De Markte · Dekkersland · Lageveen · Smalhorst · Peelerveld · Glimmermade
Richting Utrecht: Witte Molen · Zeijerveen · De Mussels · Panjerd · Haerst ·  't Loo · Vosbergen · De Haere · Hendriksbos · Drielander · Oldenaller · Hooglanderveen